# 1651 en science
| Années de la science : 1648 - 1649 - 1650 - 1651 - 1652 - 1653 - 1654    |
| Décennies de la science : 1620 - 1630 - 1640 - 1650 - 1660 - 1670 - 1680 |

Cet article présente les faits marquants de l'année 1651 en science.

## Événements
- William Harvey tire la conclusion que tous les animaux, y compris les mammifères, se développent à partir d'œufs. Il reprend l'hypothèse épigénétique d'Aristote, c'est-a-dire la formation progressive de l'embryon à partir de l'œuf, qui remet en cause la théorie de la préformation[1],[2].

## Publications

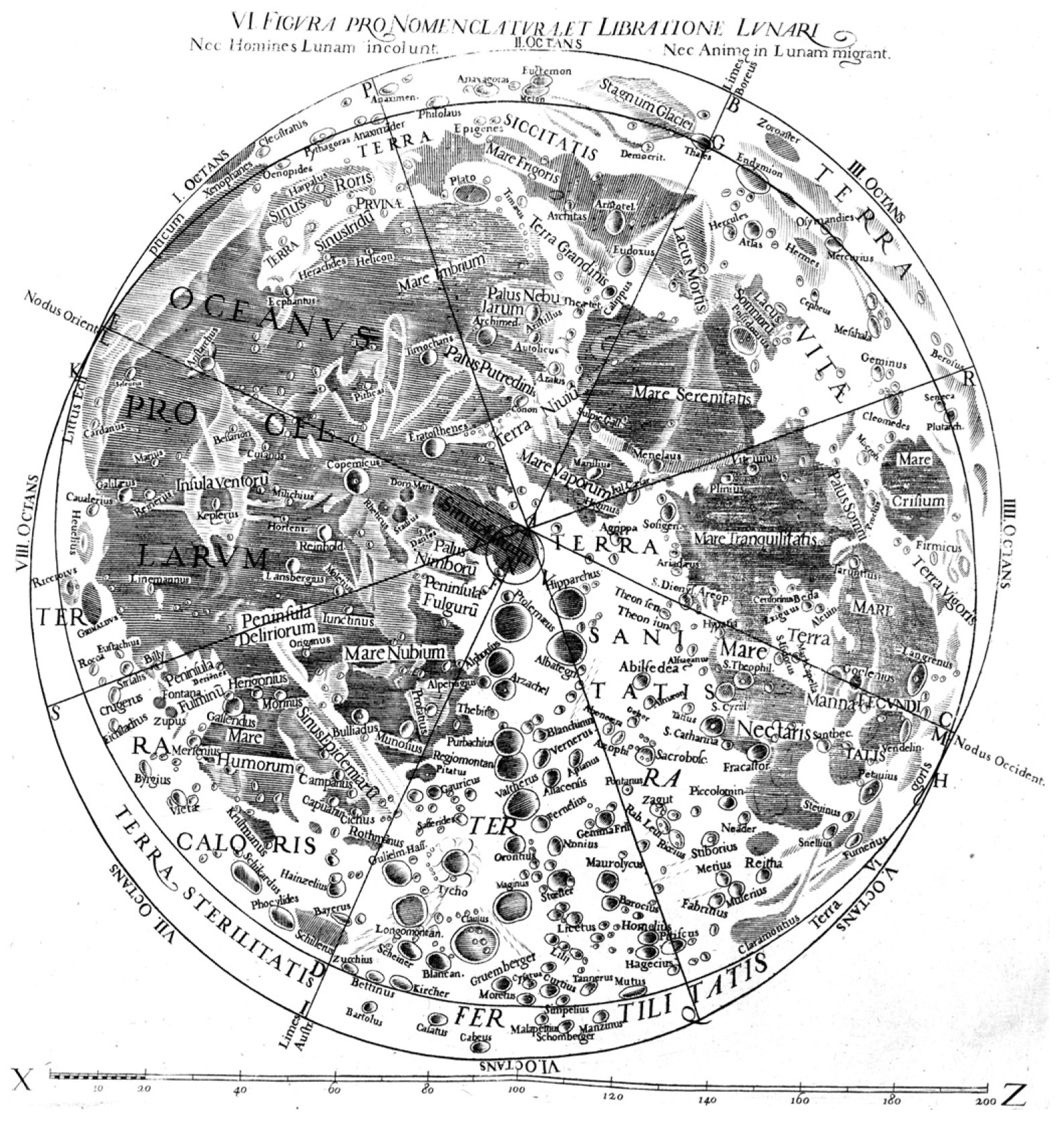
La carte de la Lune publiée dans l’Almagestum novum de Giovanni Battista Riccioli (1651).

- William Gilbert : A New Philosophy of Our Sublunar World, posthume. Il affirme que les étoiles fixes ne sont pas toutes à la même distance de la Terre, et que c'est la force   magnétique qui maintient les planètes en orbite autour du Soleil ;
- Johann Rudolf Glauber : Opera omnia chymica  (Œuvres complètes de chimie) qui contient  une description de différentes techniques utilisées en chimie.
- William Harvey : Exercitationes de Generatione Animalium, l'auteur y décrit la formation des organes lors du développement de l'embryon ;
- Francisco Hernández : Rerum medicarum Novae Hispaniae thesaurus (posthume). Première mention connue du bégonia.
- Jean Pecquet : Experimenta nova anatomica qui inclut ses découvertes sur le système lymphatique ;
- Giovanni Battista Riccioli : Almagestum novum. Il y publie une carte de la Lune due à Francesco Grimaldi. Il donne des noms à de nombreuses formations qui sont encore utilisés[3].
- Christoph Scheiner : Prodromus pro sole mobili et terra stabili contra … Galilaeum a Galileis, Prague, 1651, IMSS Digital Library.

## Naissances

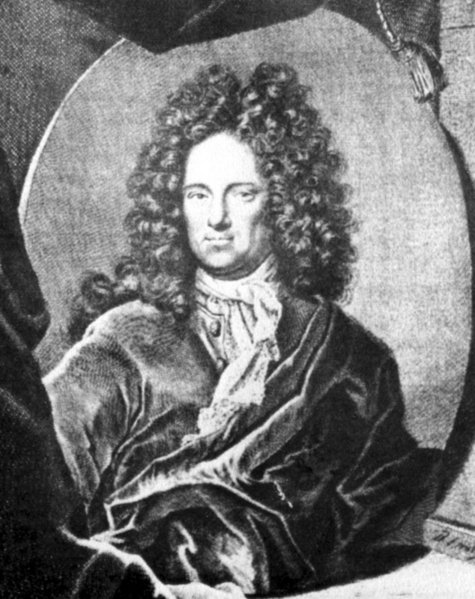
Ehrenfried Walther von Tschirnhaus

- 10 avril : Ehrenfried Walter von Tschirnhaus († 1708), mathématicien allemand.
- 5 septembre : William Dampier († 1715), explorateur et hydrographe anglais qui a fait trois fois le tour du globe.
- 16 septembre : Engelbert Kaempfer (mort en 1716), médecin et voyageur allemand.

## Décès
- 22 janvier : Johannes Phocylides Holwarda (né en 1618), astronome, physicien et philosophe frison.
- Septembre : Arthur Dee (né en 1579), l'aîné de John Dee, médecin et alchimiste anglais.